# Herophydrus endroedyi
Herophydrus endroedyi är en skalbaggsart som beskrevs av Biström och Nilsson 2002. Herophydrus endroedyi ingår i släktet Herophydrus och familjen dykare. Inga underarter finns listade i Catalogue of Life.